# Perissus testaceoapicalis
Perissus testaceoapicalis là một loài bọ cánh cứng trong họ Cerambycidae.